# 白起圖
白起圖，中國滿洲正藍旗人，中國清朝政府官員，他於1736年接替圖爾泰出任巡視台灣監察御史，該官職滿漢人各一，而滿人的他與嚴瑞龍、單德謨為同任御史。